# Алатна (река)
Алатна (англ. Alatna) — река, протекающая по одноименной статистически обособленной местности на Юкон-Коюкуке, штат Аляска, США. Река представляет собой большую туристическую важность, поскольку благодаря своему относительно спокойному течению, открывается возможность полюбоваться окружающими пейзажами, что включают в себя весьма обширные территории нетронутой арктической природы, часть из которых входят в состав национального заповедника «Гейтс-оф-те-Арктик».

## История
Первое упоминание реки под названием Алатна состоялось в 1909 году, когда Филипп Смит после её исследования и общения с эскимосами внес её на карту. При этом, в оригинале языка местных племен её название звучит, как «Arrigetch» — «палец вытянутой руки». Когда в 1929 году в эту местность прибыл исследователь Роберт Маршал, то на берегу он обнаружил лишь две деревни коренного населения — Алатна и Аллакакет. Две культуры пересеклись на берегах реки: на севере эскимосов племени Кувуунгмиит (англ. Kuvuungmiit), а на юге — англ. Koyukukhotana Athapaskans .

## Описание
Река Алатна расположена на территории штата Аляска, исток которой находится на озере Круглое у центрального хребта Брукс. Первые шестьдесят километров водного потока проходится на скалистую местность и довольно маловодная. Далее река начинает разливаться сильнее и протекает через горы Эндикотта, пик Арригетч, озеро Такахула и холмы Хелпмиджек. Последняя часть реки проходит вдоль холмов Алатна и затем впадает в реку Койукук. Общая протяжённость реки составляет около 300 км. Особенностью реки, помимо прозрачности воды I и II класса, является её извилистость. При этом Алатна имеет очень равномерное течение, поэтому давно завоевала популярность среди путешественников, любящих сплавляться. Часть реки Аланта протекает через территорию Национального парка Гейтс-оф-те-Арктик, или «Ворота Арктики», который отличается тем, что земли, входящие в его состав, полностью располагаются за полярным кругом.